# Síndrome amnésico diencefálico
Síndrome amnésico diencefálico es el nombre de una alteración global de la memoria resultante de la pérdida de neuronas en el diencéfalo, especialmente en el tálamo de la línea media y los cuerpos mamilares del hipotálamo.
Es un conjunto de síntomas característicos de  pacientes con lesiones que afectan la parte magnocelular del núcleo dorsomedial del tálamo, los núcleos anteriores del tálamo y los cuerpos mamilares. Este trastorno de la memoria causa un deterioro significativo en el funcionamiento social o laboral del paciente y representa una declinación importante del nivel previo de funcionalidad del mismo. La atención, las funciones intelectuales y la personalidad se mantienen intactas, el paciente mantiene la memoria a corto plazo y la memoria a largo plazo procedural y semántica son normales, pero presenta una severa amnesia anterógrada, confabulaciones y amnesia retrógrada.   Estos pacientes no tienen conciencia de su problema y por eso rellenan sus lagunas mentales con fantasías o confabulaciones.

## Definición
El síndrome amnésico diencefálico es una alteración de la memoria de forma global sin que se encuentren otros déficits cognitivos, una forma de amnesia resultante únicamente de la pérdida de neuronas en el diencéfalo.
Se presenta como un grupo de síntomas que aparecen en pacientes con lesiones orgánicas que afectan la parte magnocelular del núcleo dorsomedial del tálamo, los núcleos anteriores del tálamo y los cuerpos mamilares. Ambos tálamos corresponden al 80 % del diencéfalo y hacen parte de una gran cantidad de vías de conectividad cerebral. Los grupos nucleares medial  y anterior del tálamo cumplen un papel importante en la memoria y en las emociones. Este trastorno de la memoria causa un deterioro significativo en el funcionamiento social o laboral del paciente y representa una declinación importante del nivel previo de funcionalidad del mismo.

## Características
Por estudios en ratones se sabe que el daño al diencéfalo medial puede impactar en los procesos de aprendizaje y memoria, con un importante papel de los cuerpos mamilares en la coordinación de la actividad hipocampocortical.
A pesar de ser históricamente una de las primeras regiones cerebrales relacionadas con la pérdida de memoria, sigue habiendo controversia sobre las características principales de la amnesia diencefálica, así como sobre el lugar crítico para que se produzca la amnesia. Los cuerpos mamilares y el tálamo parecen ser el lugar principal de la patología en los casos de amnesia diencefálica, pero el panorama se complica por la falta de pacientes con daños circunscritos. El deterioro de la memoria temporal es un hallazgo neuropsicológico consistente en los pacientes con síndrome de Korsakoff pero existe un debate sobre si este déficit es atribuible a la patología dentro del diencéfalo o a la disfunción concomitante del lóbulo frontal.
En humanos diagnosticados con este síndrome se observa que la memoria a corto plazo se mantiene normal. En la memoria a largo plazo episódica se observa una severa amnesia anterógrada, confabulaciones y amnesia retrógrada. La memoria a largo plazo semántica es normal. La memoria a largo plazo  procedural es normal. La atención, las funciones ejecutivas y  la personalidad se mantienen intactas. Son pacientes que tienen anosognosia, es decir que no tienen conciencia de su problema y por eso rellenan sus lagunas mentales con fantasías o confabulaciones.

## Etiología
Las causas pueden ser infartos talámicos, alcoholismo (síndrome de Korsakoff), tumores talámicos o eventos hipóxico-isquémicos.
En pacientes con abuso crónico de alcohol aparece por un déficit vitamínico de tiamina que afecta a los cuerpos mamilares y a los núcleos del tálamo junto con atrofia frontal.